# Tomasz Rogalewicz
Tomasz Rogalewicz (ur. 1793 w Dubinie zm. ?) – oficer kawalerii, powstaniec listopadowy.
Urodził się w rodzinnym majątku na Wileńszczyźnie. Pochodził ze starego ale zubożałego rodu herbu Rogala.
Do armii Królestwa Polskiego wstąpił w 1817 i został podoficerem 1 pułku jazdy. W czasie powstania listopadowego w 1830–1831 początkowo służył (od grudnia) w 2 pułku jazdy mazurów, gdzie był podporucznikiem. Następnie został przeniesiony do kompanii honorowej oficerów w stopniu porucznika. 5 października 1831 r. razem z oddziałami przy generale M. Rybińskim przeszedł do Prus i tam został internowany.
Po ostatecznym upadku powstania został zdemobilizowany i zmuszony do pracy urzędniczej. Od tej pory przez długie lata (na pewno do końca lat 40.) był rewizorem dochodów konsumpcyjnych w Urzędzie Konsumpcyjnym w Warszawie. 
Rogalewicz był ożeniony z Antoniną Głuchowską, pochodzącą z warszawskiej rodziny urzędniczej. Mieli razem siedmioro dzieci: Antoniego (1822 - 1886), Benedykta (ur. 1823), Barbarę (1824 - 1825), Marię Michalinę (1828 - 1846), Franciszka Bolesława (ur. 1830), Florentynę Teklę (ur. 1836), Feliksa Kazimierza (ur. 1839).